# Урумбаев, Нурис Арыпханович
Нури́с Арыпха́нович Урумба́ев (18 мая 1941 — 28 января 1992, Приэльбрусье) — гляциолог-лавинщик, кандидат географических наук. Горнолыжник и альпинист. Прототип героя повести Владимира Санина «Белое проклятие» и главного героя в фильме «Белое проклятье».

## Биография
Нурис Арыпханович Урумбаев родился 18 мая 1941 года.
- 1967 год — окончил географический факультет МГУ.
- 1967–1992 года — работал в Эльбрусской учебно-научной станции МГУ, в лаборатории снежных лавин и селей.
  - 1973 — защитил диссертацию на соискание степени кандидата географических наук, тема «Исследование воздушных волн снежных лавин: на примере Приэльбрусья»[1].
  - 1978-1990 — Высокогорный геофизический институт, старший научный сотрудник, заведующий лаборатории физики снега.
  - 1983, 1986—1988 — Командировки в Северный Афганистан, начальник снежно-лавинной службы «Саланг».
  - 1990—1992 — Эльбрусская учебно-научная станция МГУ им. Г.К. Тушинского, начальник станции.
- 1977 год — был участником Памирской экспедиции МГУ с восхождением на пик Коммунизма (7495м.).
- 1982 год — участник восхождения на пик Коммунизма.

Погиб 28 января 1992 года в лавине № 39 в Приэльбрусье.

## Фильмография
| Год  |   | Название        | Роль                                   |
| ---- | - | --------------- | -------------------------------------- |
| 1976 | ф | Где ты, Багира? | Камео: ученый-гляциолог, кандидат наук |

### Экранизация
В фильме «Белое проклятье» Нурис Арыпханович — прототип главного героя: Максима Уварова, начальника противолавинной службы. Роль исполнил Лембит Ульфсак (озвучил Юрий Беляев). Фильм снят по мотивам одноимённой повести писателя Владимира Санина, впервые напечатана в 1984 году в журнале «Звезда», в том же году издана в издательстве «Советский писатель».

### Цитаты
«…Люди так устроены, — говорил Нурис, — что никому в голову не приходит, что он может умереть. Именно он, а не кто-нибудь другой, и именно здесь, сейчас, а не где-то там в другом месте…
Общий прогноз, конечно, сделать можно… Но вот если я начну предсказывать точно, когда и где определённая лавина сойдёт, — значит у меня не всё в мозгах в порядке!»